# الاجراف (مذيخرة)

تعديل مصدري - تعديل

الاجراف محلة تابعة لقرية السنع، التابعة لعزلة حمير بمديرية مذيخرة إحدى مديريات محافظة إب في الجمهورية اليمنية.، بلغ تعداد سكانها 22 حسب تعداد اليمن لعام 2004.